# Mas-d’Orcières
Mas-d’Orcières (okcitán nyelven Mas d'Aussièira) korábbi község Franciaország Okcitánia régiójában, Lozère megyében. 2011-ben 125 lakosa volt.
2017. január 1-jén öt másik korábbi községgel egyesült és az így létrejött Mont Lozère et Goulet új község része lett.

## Fekvése

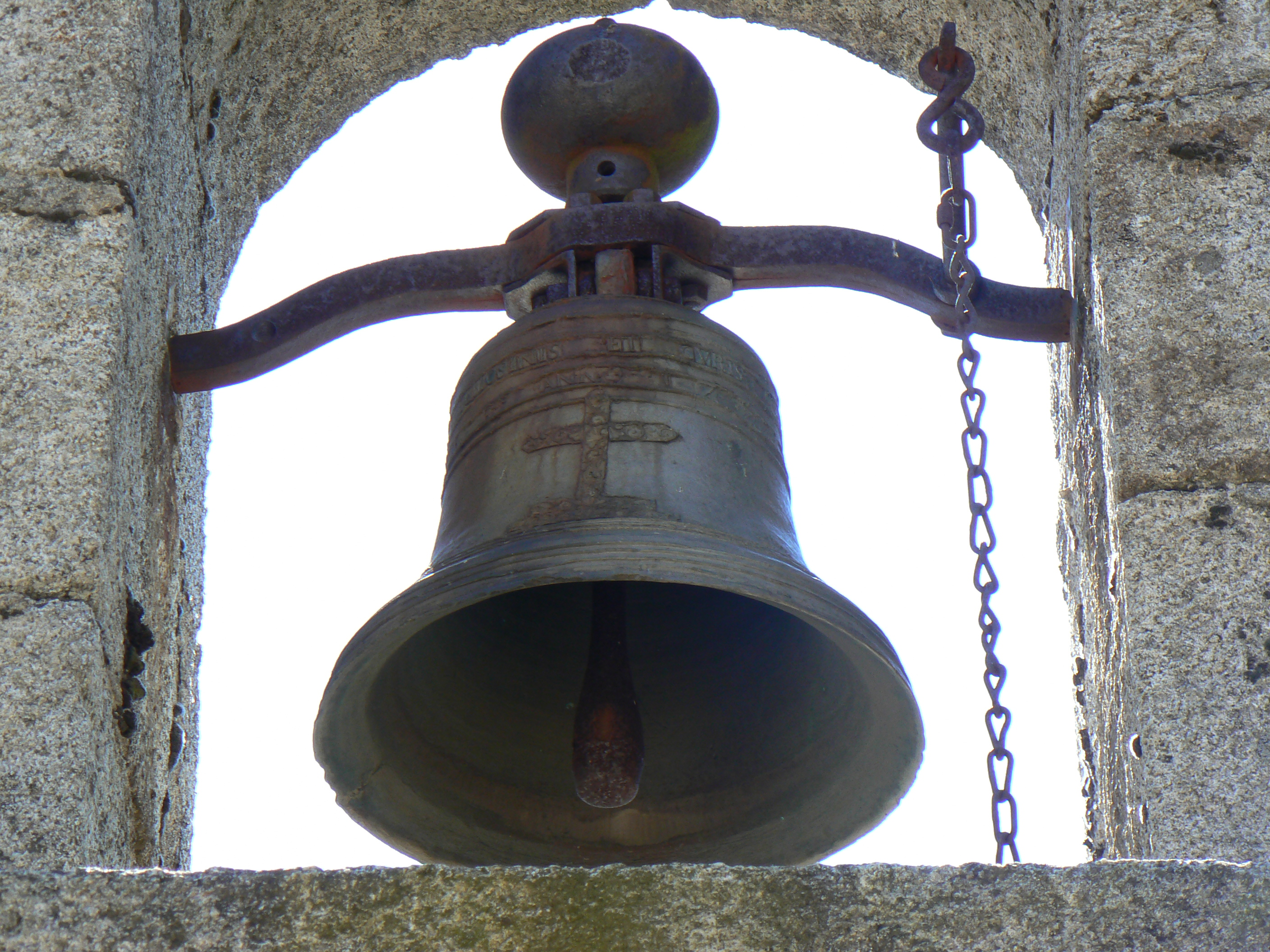
Harang Serviès-ben

Mas-d’Orcières (Le Mas) az Orcierettes patak (a Lot bal oldali mellékvize) völgyében fekszik, 1100 méteres (a községterület 1000-1699 méteres) tengerszint feletti magasságban, Le Bleymard-tól 2,5 km-re délre, a Lozère-hegy északi oldalán. Déli határán magasodik a Sommet de Finiels (1699 m), a Lozère-hegy és egyben a megye legmagasabb pontja. A község területének 21%-át erdő borítja (780 hektár).
Nyugatról Saint-Julien-du-Tournel, északkeletről Le Bleymard, keletről Cubières, délről pedig Saint-Étienne-du-Valdonnez, Les Bondons, Fraissinet-de-Lozère és Le-Pont-de-Montvert községekkel határos.
Le Bleymard-ral, valamint a Finiels-hágón (1541 m) keresztül Le Pont-de-Montvert-rel (20 km) a D20-as megyei út köti össze.
A névadó Le Mas és Orcières falvakon kívül Le Mazel, Le Cheyroux, Serviès, Vareilles le Cayre, Malavieilles és Chalet du Mont Lozère szórványtelepülések tartoznak a községhez.

## Története
Mas-d’Orcières a történelmi Gévaudan tartomány Tourneli báróságához tartozott. 1881-ben vált önálló községgé, korábban Saint-Julien-du-Tournel községhez tartozott. Le Mazelben 1953-ig ólom- és cinkbányászat folyt.

### Demográfia
| Év   | Lakosság |
| ---- | -------- |
| 1881 | 583      |
| 1901 | 517      |
| 1936 | 381      |
| 1946 | 308      |
| 1954 | 240      |

| Év   | Lakosság |
| ---- | -------- |
| 1962 | 202      |
| 1968 | 180      |
| 1975 | 179      |
| 1982 | 168      |

| Év   | Lakosság |
| ---- | -------- |
| 1990 | 134      |
| 1999 | 131      |
| 2010 | 124      |

## Nevezetességei
- Temploma a 19. században épült.
- Serviès harangtornya a 19. században épült.
- Nagykereszt
- Cheyroux-menhir[6]
- A Mont Lozère csúcsán (panoráma) kis kápolna található.
- A Mont Lozère északi oldalán sípályák működnek.

## Kapcsolódó szócikk
- Lozère megye községei